# Solomonar
El Solomonar o Șolomonar és un mag que, segons el folklore romanès, podia muntar un drac (zmeu  o un balaur) i controlar el temps, provocant pluges, trons o tempesta de pedregada. Són reclutats per la gent comuna i se'ls ensenya la màgia Solomonărie o Şolomanţă (fonetització alemanya: Scholomance).

## Descripció general
Es diu que els solomonar eren alts, pèl-rojos, vestien llargues túniques blanques de camperols, vegades de llana, o vestides amb vestits desiguals fets amb taques, i sovint es veien demanant almoina. El contingut de la seva bossa màgica són instruments com una destral de ferro, les regnes d'escorça de bedoll o la brida, un llibre de saviesa. En algunes llistes s'inclou una branca que ha matat una serp. [5] Un cop són disfressats de captaires (sovint captaires paralitzats o amb els ulls embenats), es barregen amb la població de manera que no es poden distingir com a bruixots. Tanmateix, aparentment tenen el coneixement i la memòria de quina granja de pagès mereix la seva retribució quan actua com un genet de dracs que fa caure la seva pedregada.

### Escolarització
Els solomonar, segons alguns comptes, són reclutats de la gent. Se'ls ensenya la seva màgia i la parla dels animals a l'escola (Scholomance), i són capaços de muntar els dracs. La tradició diu que es van convertir en els estudiants del Diable, ja sigui sent instruït per ell o convertint-se en un servidor dels seus manaments.
Una creença addicional va ser que els estudiants van ser ensenyats a l'escola del diable, que estava situada sota terra, i que els estudiants van evitar els raigs del sol durant els 7 anys de durada del seu estudi. De fet, eren un tipus de strigoi o vampir, segons SF Marian, que recollia el folklore del camp.

### Pilots de dracs i el temps
Es considerava que els solomonar eren genets de dracs que controlaven el temps, provocant la caiguda de trons o pluja o calamarsa.
Una manera en què es va articular aquesta creença  va ser que un alumne concret de la classe de deu graduats seria seleccionat pel Diable per convertir-se en el fabricant del temps designat (alemany: Wettermacher) que cavalcava el drac "Ismeju" (fonetització alemanya de zmeu dragon). O es va convertir en l'"ajudant de camp del diable" que va muntar el zmeu per fer tronades. O en tercer lloc, el solomonaru volaria cap al cel i, sempre que el seu drac mirava els núvols, arribarien les precipitacions. Però Déu va intervenir per evitar que el drac es cansés massa, no fos cas que caigués en picat i devorés una gran part de la terra.
Una presentació bastant diferent és que solomonar, que normalment vivia com a captaire entre la població, de tant en tant es comprometia a cobrar-se per pagar un drac-genet i portador de calamarsa. Va escollir quins camps havien de danyar, sabent quins camperols es comportaven malament amb ells. Un camperol pot contractar un "contra-solomonar" (en romanès: contrasolomonar; pl. Contra-Solomonarĭ)  per llançar encanteris per desviar el Solmomonari muntat amb dracs.
En aquesta versió, el tipus de drac que muntaven eren els balauri (sing. Balaur). Aquest drac es pot treure d'un llac profund sense fons utilitzant "regues daurades" o brida (en alemany: ein goldene Zaum"; romanès: un frâu de aur), i el mag i el drac crearien tempestes o faria caure calamarsa.